# Batalla de Heliópolis (1800)
La Batalla de Heliopolis fue una victoria francesa bajo el mando del General Kléber sobre los Otomanos en la antigua ciudad de Heliopolis el 20 de marzo de 1800.

## Causas
A pesar de que Francia y Reino Unido habían establecido acuerdos Kléber, molesto con la violación de la convención de El Arish por George Elphinstone restauró las hostilidades hacia este, rechazando una posible rendición y preparando su ejército para atacar.

## La batalla
Los británicos y otomanos pensando que el ejército francés en África era demasiado débil como para realizar un ataque directo o resistir un ataque combinado marcharon al Cairo donde fueron bien recibidos. Mientras Kléber marchaba con sus tropas hacia la ciudad ampliamente defendida pero por tropas otomanas poco profesionales que le dieron la victoria.